# 서정문학
《서정문학》은 2007년 창간된 대한민국의 종합 문예지이다.

## 개요
2007년 3월 순수문학을 지향하는 '계간 서정문학'으로 정식 창간되었으며 익월에 격월간 발행으로 전환되었다.
창간 이래 한 번의 결호 없이 발간되었으며, 2020년 8월 74호까지 출판되었다. 현재 발행인은 이훈식 시인이다.
주기적인 공모전, 신인상을 통해 신인을 모집하고 있으며 자체적으로 시창작 교실, 여름 모꼬지, 시화전 등을 개최하고 있다.
또한 동명의 출판사를 통해  『서정문학 』, 『서정문학시선』 , 『서정문학소설선』 , 『서정문학수필선』 등의 정기 간행물과 소속 작가들의 단행본 등을 출판하고 있다.
2019년 5월 부로 YTN과 함께  「YTN.서정문학 남산 문학대회」를 주최하는 등 종합 문예지로써 꾸준히 저변을 넓혀가고 있다.